# NGC 6962
NGC 6962 (również PGC 65375 lub UGC 11628) – galaktyka spiralna z poprzeczką (SBab), znajdująca się w gwiazdozbiorze Wodnika. Odkrył ją William Herschel 12 sierpnia 1785 roku. Jest to galaktyka z aktywnym jądrem typu LINER.
W galaktyce tej zaobserwowano supernowe SN 2002ha i SN 2003dt.